# Форд, Чарльз Генри
Чарльз Генри Форд (англ. Charles Henri Ford) (10 февраля 1908 — 27 сентября 2002) — американский сюрреалистический поэт, писатель, редактор журналов, кинорежиссер, фотограф и художник, работающий преимущественно с техникой коллажа.Он опубликовал более десятка сборников стихов, выставлял свои работы в Европе и США, был редактором сюрреалистического журнала View (1940—1947) в Нью-Йорке и снял экспериментальный фильм. Он был партнером художника Павла Челищева.

## Биография
Чарльз Генри Форд родился 10 февраля 1908 года в Брукхейвене, штат Миссисипи. Его семья владела отелями на юге США. Его сестрой была Рут Форд.
Одно из первых стихотворений Форда опубликовал The New Yorker в 1927 году, стихотворение вышло под именем Чарльза Анри Форда, которое Форд принял, чтобы опровергнуть предположение, что он связан с деловым магнатом Генри Фордом.
В Америке Форд был наиболее известен как редактор двух влиятельных журналов. Бросив среднюю школу, в 1929 году он выпустил «Блюз: журнал новых ритмов», недолгий экспериментальный поэтический журнал, в котором публиковались произведения Гертруды Стейн, Эдварда Родити, Эрскина Колдуэлла, Эзры Паунда и других. в 1939 он возглавил журнал «View», объединивший европейских сюрреалистов под руководством Андре Бретона- писателей, поэтов, художников и фотографов, пережидавших в Нью-Йорке войну в Европе, с 1940 по 1947 год «View» стал ведущим художественным и литературным журналом Америки того времени.

### Отношения с Павлом Челищевым
10 лет разницы в возрасте не мешали Форду и Челищеву поддерживать отношения с начала 1930-х годов в Париже. Они познакомились при необычных обстоятельствах. В 1932 году Форд, считавшийся бисексуалом (именно под таким названием, Bisexual Bimonthly, он издавал один из первых своих журналов), возвращался из путешествия в Танжер со своей новой любовницей Джуной Барнс. В Париже они обнаружили, что крысы уничтожили оставленные в городе вещи и одежду. Челищев помог с гардеробом. В результате Барнс вернулась домой одна, а у Форда с Челищевым произошло то, что мемуаристы будут назвать «страстная связь», и они вместе отправились в Америку. 25 лет личных и творческих отношений Челищева и Форда вошли в историю американского искусства несколькими совместными проектами, в которых также принимали участие Джордж Баланчин, Сальвадор Дали, Жан Кокто и другие. Последние годы вместе с Фордом они предпочитали то Рим, то Париж. В 1956 году в возрасте 58 лет Челищев перенес инфаркт, принятый за воспаление лёгких, и летом 1957 года скончался в имении близ Рима. Чарльз Генри Форд прожил долгую жизнь и скончался в глубокой старости в 2002 году.

## Творчество
Вместе с Паркером Тайлером, который впоследствии стал уважаемым кинокритиком, он стал соавтором экспериментального романа «Молодой и злой(The Young and Evil)» (1933).Он опубликовал свою первую полноформатную книгу стихов «Сад беспорядков» в 1938 году.
В 1955 году Форд провел фотовыставку « Тридцать изображений из Италии (Thirty Images from Italy)» в Лондонском институте современного искусства .
В 1962 году Форд вернулся в США и начал общаться с поп-артистами и подпольными режиссерами. В 1962 году на вечеринке у его сестры он встретил Энди Уорхола.
В конце 1960-х он начал снимать свои фильмы. Первым был «Poem Posters» (1967), 20-минутный документальный фильм об установке, открытии и провала выставки его сюрреалистических коллажей. Он был выбран для Четвертого Международного Фестиваля Авангарда в Бельгии. Его вторым фильмом был снятый на Крите «Джонни Минотавр» , премьера которого состоялась в 1971 году. В основе сюжета был греческий миф о Тесее , Ариадне и лабиринте Минотавра . Это было сюрреалистическое сопоставлении стилей, включая синема верите и «эротический китч».
В 1965 году в галерее Cordier & Ekstrom в Нью-Йорке прошла выставка его работ под названием «Плакаты с поэмами»- литографии с «кислотными цветами, сращенными шрифтами и изображениями поп-культуры», которые он сделал на офсетной литографической прессе в Афинах. в 1964-65 гг. Они были «особенно визуальной и возмутительной формой конкретной поэзии», в которой Форд использовал все, что он узнал о публикации, графическом дизайне и печати.
В 1970-х Форд переехал в Непал и купил дом в Катманду. В 1973 году он нанял местного подростка Индру Таманга для выполнения мелких поручений и приготовления пищи, затем научил его фотографировать и сделал его своим помощником. Таманг поддерживал Форда до конца его жизни. Вместе они совершили поездку из Турции в Индию, переехали в Париж и на Крит, а затем в Нью-Йорк. Форд составил несколько художественных проектов, используя материалы своего коллажа и фотографии Таманга.
В 1992 году он редактировал сборник статей, появившихся в «View». В 2001 году он опубликовал подборку из своих дневников «Вода из ведра: дневник 1948—1957». Также Чарльз Генри Форд проявил себя в качестве актёра в двух кинокартинах — «Сон в гнезде пламени» (2001), «Пол Боуз: Полный аутсайдер» (1994), где играл самого себя.

### Работы
Документальная проза
- Water From A Bucket: A Diary 1948—1957 (Turtle Point Press, 2001)

Художественная проза
- The Young and Evil, with Parker Tyler (Paris: Obelisk Press, 1933)

Поэзия
- A Pamphlet of Sonnets (1936)
- The Garden of Disorder (1938)
- ABC’s (1940)
- The Overturned Lake (1941)
- Poems for Painters (1945)
- The Half-Thoughts, The Distances of Pain (1947)
- Sleep in a Nest of Flames (1949)
- Spare Parts (1966)
- Silver Flower Coo (1968)
- Flag of Ecstasy: Selected Poems (1972)
- Om Krishna I: Special Effects (1972)
- 7 poems (1974)
- Om Krishna II: from the Sickroom of the Walking Eagles (1981)
- Om Krishna III (1982)
- Emblems of Arachne (1986)
- Out of the Labyrinth: Selected Poems (2001)

Редактор
- The Mirror of Baudelaire (New Directions, 1942)
- A Night with Jupiter and Other Fantastic Stories (New York: View Editions, Vanguard Press, 1945)
- View: Parade of the Avant-Garde, 1940—1947 (Thunder’s Mouth Press, 1992; Basic Books, 1993)